# Henry Biaudet
Louis Alfred Henry Biaudet, född 5 mars 1869 i Heidelberg, död 17 september 1915 i Rom, var en finländsk historiker. Han var bror till Léon Biaudet.
Biaudet var av fransk härstamning. Efter forskningar i olika central- och sydeuropeiska arkiv blev han 1906 filosofie licentiat vid Helsingfors universitet med en avhandling om Le Saint-Siege et la Suède durant la seconde moitié du XVI siècle (1906), i vilken bland annat skisserades ett omfattande program för finländska historikers arbete i Vatikanarkivet, åsyftande en utredning av Sveriges förhållande till påvedömet från 1570 till trettioåriga krigets utbrott. Biaudet blev chef för en expedition i detta syfte, vilken från 1907, arbetade i Rom, där han avled. Hans många undersökningar i huvudsaklig anknytning till det forskningsprojektet har publicerats i Annales Academiae scientiarum fennicae (1910-). Biaudets omfattande materialsamling förvaras i riksarkivet i Helsingfors. Vissa partier kom att publiceras av hans medarbetare Liisi Karttunen.